# 1959 w filmie
Wydarzenia filmowe w 1959 roku.

## Wydarzenia
- 2 grudnia – premiera Behind the Great Wall, jedynego filmu zrealizowanego w systemie Aroma Rama pozwalającym widzom czuć różne zapachy. Publiczność zgromadzona na pokazie w Mayfair Theatre w Nowym Jorku czuła 72 zapachy.

## Premiery

### Filmy polskie
- 12 stycznia - Zamach – reż. Jerzy Passendorfer
- 26 stycznia - Ostatni strzał – reż. Jan Rybkowski
- 7 lutego - Orzeł – reż. Leonard Buczkowski
- 6 marca - Noc poślubna – reż. Erik Blomberg
- 9 marca - Pan Anatol szuka miliona – reż. Jan Rybkowski
- 27 marca - Krzyż Walecznych – reż. Kazimierz Kutz (debiut)
- 27 kwietnia - Rancho Texas – reż. Wadim Berestowski
- 10 sierpnia - Baza ludzi umarłych – reż. Czesław Petelski
- 31 sierpnia - Inspekcja pana Anatola – reż. Jan Rybkowski
- 6 września - Pociąg – reż. Jerzy Kawalerowicz
- 27 września - Lotna – reż. Andrzej Wajda
- 9 października - Sygnały – reż. Jerzy Passendorfer
- 3 listopada - Awantura o Basię – reż. Maria Kaniewska
- 16 listopada - Kamienne niebo – reż. Ewa i Czesław Petelscy
- 3 grudnia - Biały niedźwiedź – reż. Jerzy Zarzycki
- 23 grudnia - Cafe pod Minogą – reż. Bronisław Brok

### Filmy zagraniczne
- Anatomia morderstwa – reż. Otto Preminger
- Ballada o żołnierzu – reż. Grigorij Czuchraj
- Ben Hur – reż. William Wyler
- Hiroszima, moja miłość (Hiroshima mon amour) – reż. Alain Resnais
- Historia zakonnicy – reż. Fred Zinnemann
- Zwierciadło życia (Imitation of Life) – reż. Douglas Sirk
- Los człowieka – reż. Siergiej Bondarczuk
- Operacja „Halka” (Operation Petticoat) – reż. Blake Edwards
- Ostatni brzeg – reż. Stanley Kramer
- Pół żartem, pół serio (Some Like It Hot) – reż. Billy Wilder
- Północ, północny zachód (North by Northwest) – reż. Alfred Hitchcock
- Rio Bravo – reż. Howard Hawks
- Śpiąca królewna (film animowany) – reż. Clyde Geronimi, Les Clark, Eric Larson, Wolfgang Reitherman
- Telefon towarzyski (Pillow Talk) – reż. Michael Gordon
- Say One for Me – reż. Frank Tashlin
- Gdy umilkły działa

## Nagrody filmowe
- Oskary
  - Najlepszy film – Ben-Hur
  - Najlepszy aktor – Charlton Heston (Ben-Hur)
  - Najlepsza aktorka – Simone Signoret – (Miejsce na górze)
  - Wszystkie kategorie: Oskary w roku 1959
- Festiwal w Cannes
  - Złota Palma: Marcel Camus – Czarny Orfeusz
- Międzynarodowy Festiwal Filmowy w Berlinie
  - Złoty Niedźwiedź: Claude Chabrol – Kuzyni

## Urodzili się
- 22 stycznia – Linda Blair, amerykańska aktorka
- 22 lutego – Kyle MacLachlan, amerykański aktor
- 18 marca – Luc Besson, reżyser, producent i scenarzysta francuski
- 22 marca – Matthew Modine, amerykański aktor
- 15 kwietnia – Emma Thompson, brytyjska aktorka
- 17 kwietnia – Sean Bean, brytyjski aktor
- 4 maja – Inger Nilsson, szwedzka aktorka (Pippi Långstrump)
- 12 maja – Ving Rhames, amerykański aktor
- 16 maja – Mare Winningham, amerykańska aktorka
- 11 czerwca – Hugh Laurie, brytyjski aktor
- 14 czerwca – Władysław Pasikowski, polski reżyser i scenarzysta filmowy
- 4 lipca – Victoria Abril, hiszpańska aktorka
- 26 lipca – Kevin Spacey, amerykański aktor
- 10 sierpnia – Rosanna Arquette, amerykańska aktorka
- 29 sierpnia – Rebecca De Mornay, amerykańska aktorka
- 14 września – Mary Crosby, amerykańska aktorka
- 29 września – Philippe Caroit, francuski aktor
- 29 grudnia – Patricia Clarkson, amerykańska aktorka
- 30 grudnia – Tracey Ullman, amerykańska aktorka i scenarzystka
- 31 grudnia – Val Kilmer, amerykański aktor (zm. 2025)

## Zmarli
- 21 stycznia – Cecil B. DeMille, amerykański filmowiec
- 2 kwietnia – Benjamin Christensen, duński reżyser, aktor i scenarzysta
- 16 kwietnia – Antoni Fertner, polski aktor komediowy
- 6 maja – Maria Dulęba, polska aktorka
- 14 października – Errol Flynn, amerykański aktor
- 22 grudnia – Gilda Gray, amerykańska aktorka i tancerka